# John Naber
John Phillips Naber (Evanston, Estats Units, 1956) és un nedador nord-americà, ja retirat, guanyador de cinc medalles olímpiques.

## Biografia
Va néixer el 20 de gener de 1956 a la ciutat d'Evanston, població situada a l'estat d'Illinois.

## Carrera esportiva
Especialista en la modalitat d'esquena i crol, va participar als 20 anys en els Jocs Olímpics d'Estiu de 1976 realitzats a Mont-real (Canadà), on va aconseguir guanyar la medalla d'or en les proves dels 100 m. esquena, 200 m. esquena, relleus 4x200 metres lliures i relleus 4x100 metres estils, on va establir sengles rècords del món amb un temps de 55.49 segons, 1:59.19 minuts, 7:23.22 minuts i 3:42.22 minuts respectivament. Així mateix va aconseguir guanyar la medalla de plata en la prova dels 200 metres lliures.
Al llarg de la seva carrera guanyà, únicament, una medalla de bronze al Campionat del Món de natació.